# Gmina Hazleton

Położenie Gminy Hazleton w hrabstwie Buchanan

Gmina Hazleton  (ang. Hazleton Township) – gmina w USA, w stanie Iowa, w hrabstwie Buchanan. Według danych z 2000 roku gmina miała 1733 mieszkańców.